# Catocala detrita
Catocala detrita is een vlinder uit de familie van de spinneruilen (Erebidae). De wetenschappelijke naam van de soort is voor het eerst geldig gepubliceerd in 1913 door Warren.
Deze nachtvlinder komt voor in Europa.